# Sycon ciliatum
Éponge petit œuf
Espèce
Sycon ciliatum, parfois appelée « Éponge petit œuf », est une espèce d'éponges calcaires marines de la famille des Sycettidae.

## Description
Sycon ciliatum a l'aspect d'un petit sac rigide, cylindrique, de couleurs variables (de blanc sale à brunâtre), finement hérissé, long de 2 à 5 cm. Il se termine par une couronne de longs spicules entourant l'oscule par lequel l'éponge expulse l'eau filtrée.

## Distribution et habitat
- Sycon ciliatum vit en mer du Nord, Manche, océan Atlantique[2] et Méditerranée.
- Souvent solitaire cette éponge se tient fixée dans le bas de l'estran, dans des endroits protégés des vagues et du soleil notamment sous les laminaires.